# إيه إن 22

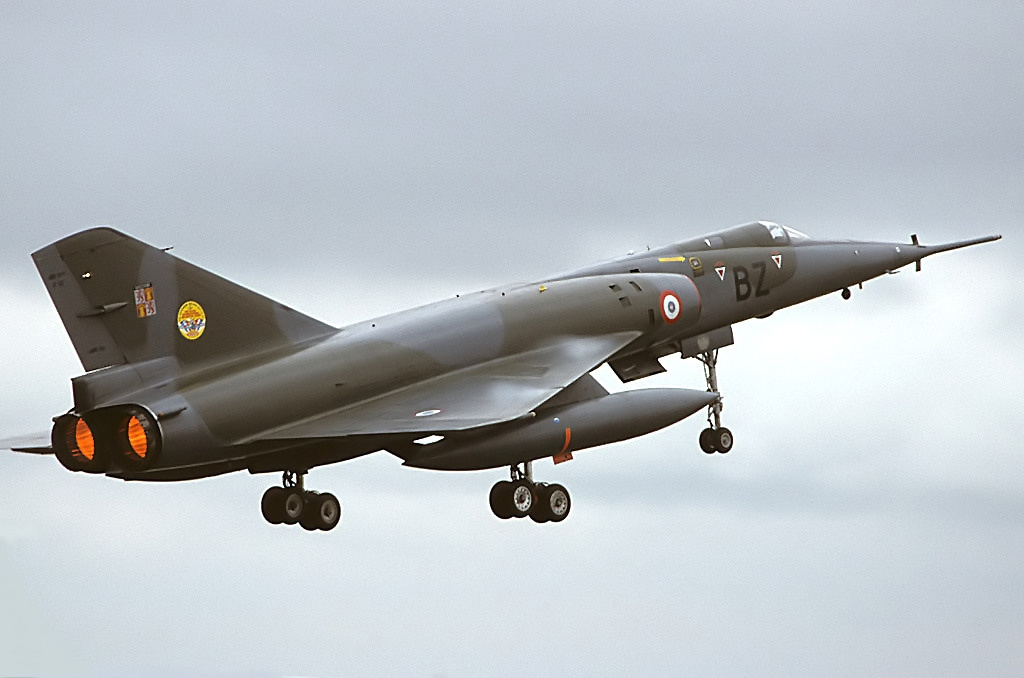
فوج الاستطلاع الاستراتيجي 01.091 "Gascogne" المتمركز في Mont-de-Marsan

إيه إن 22 AN-22 هي القنبلة النووية الثانية لفرنسا.
طورت لتحل محل القنبلة السابقة لها إيه إن 11. ودخلت الخدمة عام 1967.